# Прво српско друштво за игру лоптом
Прво српско друштво за игру лоптом основано је у Београду 1. маја 1899, на иницијативу трговца Хуга Булија. Он је упознао фудбал за време школовања у Швајцарској. Међу оснивачима били су Радивоје Новаковић, Петар Мирковић, Милорад Максимовић, Густав Фејфер и др.
Правила Друштва усвојена су 16. маја 1899.
У Београду на Губеревцу изнад Мостара, Були је од својих средстава подигао и оградио фудбалско игралиште, на коме су 13. јуна 1899. два тима тог Друштва одиграла утакмицу. Током наредне ноћи игралиште је разорено, а дрвена ограда уништена, па је због тога Друштво престало са радом.